# Liste der Monuments historiques in Saint-André-les-Vergers
Die Liste der Monuments historiques in Saint-André-les-Vergers führt die Monuments historiques in der französischen Gemeinde Saint-André-les-Vergers auf.

## Liste der Immobilien
| Bezeichnung     | Beschreibung            | Standort                   | Kennzeichnung | Schutzstatus | Datum | Bild           |
| --------------- | ----------------------- | -------------------------- | ------------- | ------------ | ----- | -------------- |
| Kirche St-André | aus dem 16. Jahrhundert | Rue Glibert Médéric (Lage) | PA00078214    | Classé       | 1840  | weitere Bilder |

## Liste der Objekte
| Bezeichnung                                                      | Beschreibung | Standort                            | Kennzeichnung | Schutzstatus | Datum | Bild |
| ---------------------------------------------------------------- | --- | ----------------------------------- | ------------- | ------------ | ----- | ---- |
| Chorschranke und Kirchenbank                                     | Eichenholz, 16. Jahrhundert | in der Kirche St-André (Lage)       | PM10001858    | Classé       | 1840  |      |
| Retabel des Katharinenaltars                                     | Triptychon mit Darstellungen des auferstandenen Christus; Ölfarbe auf Holz, teilweise vergoldet, 16. Jahrhundert                 | in der Kirche St-André (Lage)       | PM10001873    | Classé       | 1908  |      |
| Retabel des Hubertusaltars                                       | Triptychon mit Darstellungen der Passion und des auferstandenen Christus; Ölfarbe auf Holz, teilweise vergoldet, 16. Jahrhundert | in der Kirche St-André (Lage)       | PM10001874    | Classé       | 1908  |      |
| Skulptur eines heiligen Mönchs                                   | Kalkstein, farbig gefasst, 17. Jahrhundert                                                                                       | in der Kirche St-André (Lage)       | PM10001889    | Classé       | 1966  |      |
| Skulptur Heiliger Adrian                                         | Kalkstein, farbig gefasst, 16. Jahrhundert                                                                                       | in der Kirche St-André (Lage)       | PM10001887    | Classé       | 1966  |      |
| Zwei Skulpturen: Madonna und Johannes Evangelist                 | aus einer Kreuzigungsgruppe; Holz, farbig gefasst, um 1505; dem Meister von Chaource zugeschrieben                               | in der Kirche St-André (Lage)       | PM10001862    | Classé       | 1894  |      |
| Gemälde Christus und Johannes der Täufer                         | Ölfarbe auf Leinwand, Holzrahmen, 1789 von Claude Petit de Villeneuve                                                            | in der Kirche St-André (Lage)       | PM10001876    | Classé       | 1908  |      |
| Relief Grablegung                                                | Kalkstein, farbig gefasst, 16. Jahrhundert                                                                                       | in der Kirche St-André (Lage)       | PM10001900    | Classé       | 1966  |      |
| Skulptur Heilige Julia                                           | Kalkstein, farbig gefasst, 16. Jahrhundert                                                                                       | in der Kirche St-André (Lage)       | PM10001899    | Classé       | 1966  |      |
| Skulptur Heilige Margaretha                                      | Kalkstein, ehemals farbig gefasst, 16. Jahrhundert                                                                               | in der Kirche St-André (Lage)       | PM10001885    | Classé       | 1966  |      |
| Skulptur eines heiligen Bischofs                                 | mit Stifterfigur; Kalkstein, farbig gefasst und vergoldet, 16. Jahrhundert                                                       | in der Kirche St-André (Lage)       | PM10001902    | Classé       | 1966  |      |
| Skulptur Madonna mit Kind (1)                                    | Kalkstein, farbig gefasst, Anfang des 14. Jahrhunderts                                                                           | in der Kirche St-André (Lage)       | PM10001866    | Classé       | 1908  |      |
| Relief Kreuzigung                                                | Kalkstein, farbig gefasst, 16. Jahrhundert                                                                                       | in der Kirche St-André (Lage)       | PM10001868    | Classé       | 1908  |      |
| Skulptur Erzengel Michael                                        | Kalkstein, farbig gefasst und vergoldet, 16. Jahrhundert                                                                         | in der Kirche St-André (Lage)       | PM10001896    | Classé       | 1966  |      |
| Kirchenfenster                                                   | aus dem 16. Jahrhundert | in der Kirche St-André (Lage)       | PM10001856    | Classé       | 1840  |      |
| Hauptaltar                                                       | Altartisch, Altaraufbau und Tabernakel; Marmor, 1785                                                                             | in der Kirche St-André (Lage)       | PM10001860    | Classé       | 1840  |      |
| Skulpturengruppe Unterweisung Mariens (1)                        | Kalkstein, 18. Jahrhundert | in der Kirche St-André (Lage)       | PM10001904    | Classé       | 1966  |      |
| Retabel des Quirinusaltars                                       | Triptychon mit Heiligendarstellungen; Ölfarbe auf Holz, teilweise vergoldet, 16. Jahrhundert                                     | in der Kirche St-André (Lage)       | PM10001872    | Classé       | 1908  |      |
| Skulptur Heiliger Lupus                                          | Kalkstein, farbig gefasst und vergoldet, 16. Jahrhundert                                                                         | in der Kirche St-André (Lage)       | PM10001880    | Classé       | 1966  |      |
| Skulptur Madonna mit Kind und Weintraube                         | Kalkstein, farbig gefasst, 16. Jahrhundert (im Bild links)                                                                       | in der Kirche St-André (Lage)       | PM10001903    | Classé       | 1966  |      |
| Skulptur Heiliger Markus                                         | Kalkstein, farbig gefasst, 17. Jahrhundert                                                                                       | in der Kirche St-André (Lage)       | PM10001888    | Classé       | 1966  |      |
| Skulpturengruppe Unterweisung Mariens (2)                        | Kalkstein, farbig gefasst, 16. Jahrhundert                                                                                       | in der Kirche St-André (Lage)       | PM10001884    | Classé       | 1966  |      |
| Glocke                                                           | Bronze, 1555 gegossen; wohl aus der Abtei Montier-la-Celle                                                                       | in der Kirche St-André (Lage)       | PM10001859    | Classé       | 1840  |      |
| Skulptur Heilige Sabina                                          | Kalkstein, 16. Jahrhundert | außen an der Kirche St-André (Lage) | PM10001892    | Classé       | 1966  |      |
| Kanzel                                                           | Eichenholz, Anfang des 16. Jahrhunderts                                                                                          | in der Kirche St-André (Lage)       | PM10001855    | Classé       | 1840  |      |
| Relief Hubertuslegende                                           | Kalkstein, farbig gefasst, 16. Jahrhundert                                                                                       | in der Kirche St-André (Lage)       | PM10001869    | Classé       | 1908  |      |
| Gemälde Maria Magdalena in der Wüste                             | Ölfarbe auf Leinwand, vergoldeter Holzrahmen, 17. Jahrhundert                                                                    | in der Kirche St-André (Lage)       | PM10001875    | Classé       | 1908  |      |
| Skulptur Heilige Katharina                                       | Kalkstein, farbig gefasst, Anfang des 16. Jahrhunderts                                                                           | in der Kirche St-André (Lage)       | PM10001863    | Classé       | 1894  |      |
| Skulptur Johannes der Täufer (1)                                 | Kalkstein, farbig gefasst, 16. Jahrhundert                                                                                       | in der Kirche St-André (Lage)       | PM10001886    | Classé       | 1966  |      |
| Skulptur Christus in der Rast                                    | mit Sockel; Kalkstein, farbig gefasst, 16. Jahrhundert                                                                           | in der Kirche St-André (Lage)       | PM10001901    | Classé       | 1966  |      |
| Skulpturengruppe Heiliger Quintinus, angebetet von vier Heiligen | Kalkstein, farbig gefasst, 16. Jahrhundert                                                                                       | in der Kirche St-André (Lage)       | PM10001867    | Classé       | 1908  |      |
| Skulptur Heiliger Frodobert (1)                                  | Kalkstein, 16. Jahrhundert | außen an der Kirche St-André (Lage) | PM10001898    | Classé       | 1966  |      |
| Skulptur eines segnenden Bischofs                                | Kalkstein, farbig gefasst und vergoldet, 16. Jahrhundert                                                                         | in der Kirche St-André (Lage)       | PM10001881    | Classé       | 1966  |      |
| Skulptur Heiliger Sebastian                                      | Kalkstein, farbig gefasst, 16. Jahrhundert                                                                                       | in der Kirche St-André (Lage)       | PM10001897    | Classé       | 1966  |      |
| Skulptur Heiliger Andreas (1)                                    | Kalkstein, 16. Jahrhundert | außen an der Kirche St-André (Lage) | PM10003244    | Classé       | 1966  |      |
| Skulptur Heiliger Frodobert (2)                                  | Kalkstein, 16. Jahrhundert | außen an der Kirche St-André (Lage) | PM10003245    | Classé       | 1966  |      |
| Skulptur Heiliger Quirinus                                       | Kalkstein, farbig gefasst, Anfang des 16. Jahrhunderts                                                                           | in der Kirche St-André (Lage)       | PM10001864    | Classé       | 1894  |      |
| Skulptur Nikodemus                                               | Kalkstein, 16. Jahrhundert; wohl aus der Abtei Montier-la-Celle                                                                  | in der Kirche St-André (Lage)       | PM10001894    | Classé       | 1966  |      |
| Skulptur eines Bischofs mit Buch                                 | Kalkstein, farbig gefasst, 16. Jahrhundert                                                                                       | in der Kirche St-André (Lage)       | PM10001890    | Classé       | 1966  |      |
| Sechs-Apostel-Retabel                                            | Kalkstein, farbig gefasst, 16. Jahrhundert                                                                                       | in der Kirche St-André (Lage)       | PM10001870    | Classé       | 1908  |      |
| Pietà und drei Skulpturen                                        | Kalkstein, 16. Jahrhundert | außen an der Kirche St-André (Lage) | PM10001877    | Classé       | 1908  |      |
| Retabel des Rochusaltars                                         | Triptychon mit Heiligendarstellungen; Ölfarbe auf Holz, teilweise vergoldet, 16. Jahrhundert                                     | in der Kirche St-André (Lage)       | PM10001871    | Classé       | 1908  |      |
| Pietà                                                            | Kalkstein, farbig gefasst und vergoldet, 16. Jahrhundert                                                                         | in der Kirche St-André (Lage)       | PM10001879    | Classé       | 1913  |      |
| Skulptur Heiliger Frodobert (3)                                  | mit Stifterfigur; Kalkstein, farbig gefasst, 16. Jahrhundert                                                                     | in der Kirche St-André (Lage)       | PM10001883    | Classé       | 1966  |      |
| Skulptur Johannes der Täufer (2)                                 | Kalkstein, farbig gefasst, 15. Jahrhundert                                                                                       | in der Kirche St-André (Lage)       | PM10001895    | Classé       | 1966  |      |
| Skulptur Heiliger Andreas (2)                                    | Kalkstein, farbig gefasst, 16. Jahrhundert                                                                                       | in der Kirche St-André (Lage)       | PM10001893    | Classé       | 1966  |      |
| Skulptur Heiliger Rochus                                         | Kalkstein, farbig gefasst und vergoldet, 16. Jahrhundert                                                                         | in der Kirche St-André (Lage)       | PM10001882    | Classé       | 1966  |      |
| Skulptur Madonna mit Kind (2)                                    | Kalkstein, farbig gefasst und vergoldet, Ende des 16. Jahrhunderts                                                               | in der Kirche St-André (Lage)       | PM10001891    | Classé       | 1966  |      |
| Retabel des Marienaltars                                         | Kalkstein, farbig gefasst und vergoldet, bezeichnet 1541; zugehörig PM10001878                                                   | in der Kirche St-André (Lage)       | PM10001857    | Classé       | 1840  |      |
| Skulptur Verkündigungsmadonna                                    | Alabaster, vergoldet, 16. Jahrhundert                                                                                            | in der Kirche St-André (Lage)       | PM10001878    | Classé       | 1913  |      |
| Sakramentshaus                                                   | Eichenholz, farbig gefasst und vergoldet, 16. Jahrhundert                                                                        | in der Kirche St-André (Lage)       | PM10001861    | Classé       | 1894  |      |
| Schrein                                                          | Holz, Kupfer, 12. Jahrhundert | in der Kirche St-André (Lage)       | PM10001865    | Classé       | 1894  |      |